# 차코 문화 국립역사공원
차코 문화 국립역사공원(Chaco Culture National Historical Park)은 미국 뉴멕시코주 서북부의 산환(San Juan) 분지에 있는 차코 캐니언(Chaco Canyon)에 아나사지(Anaszi) 인디언이 건설한 유적지이다. 1907년, 루스벨트 대통령이 미국 국가기념물(National Monument)로 지정했고, 1980년 국립역사공원으로 지정되었다. 1987년 유네스코 세계문화유산에 등재되었다.

## 역사
뉴멕시코주의 서북부의 산환분지(San Juan basin)에 있는 차코 캐니언(Chaco Canyon)에 서기 900년부터 1150년까지 아나사지 인디언이 건설한 문명이다. 많은 대형 건물이 세워 졌고 인근의 마을들로 직선 도로가 뻗어 있다.
1150년경부터 계속되는 가뭄으로 인해 아나사지 인디언들은 이 곳을 버리고 생활여건이 좋은 곳으로 떠나기 시작했다. 현재의 나바호(Navajo), 쥬니(Zuni), 푸에블로 (Pueblo) 인디언이 살고 있는 지역으로 이동한 것으로 추정하고 있다.
차코 캐니언은 페허가 되었고 많은 대형 건물은 600년 동안 먼지를 뒤집어쓰고 흙더미에 덮힌 채로 방치되었다가, 1846년에 재발견되었다. 1896년에 본격적인 고고학적 발굴작업이 시작되어 푸에블로보니타(Pueblo Bonita)가 먼저 발굴되었다.
약 2400개에 달하는 유적지가 발견되었지만 발굴된 유적지는 소수에 불과하다. 고고학 기술이 더 발전될 후대에 체계적으로 발굴할 수 있도록 유적지 보존에 많은 노력을 기울이고 있다.

## 건축

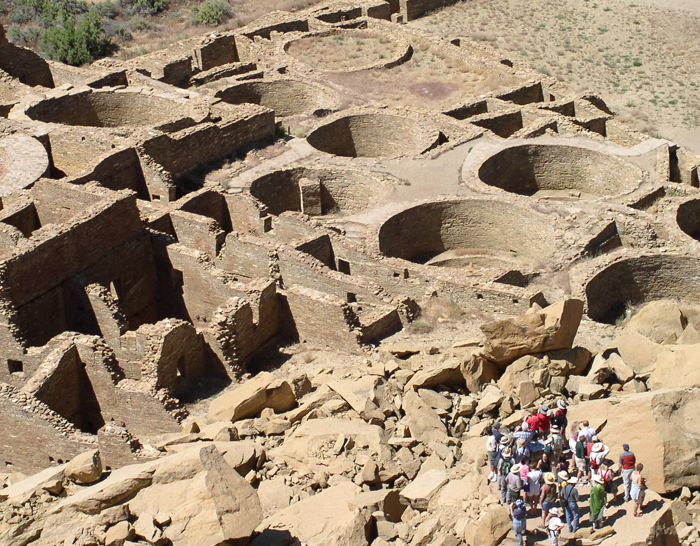
차코 문화역사공원:푸에블로 보니타. 둥근 모양의 키바(Kiva)가 여러 개 보인다.

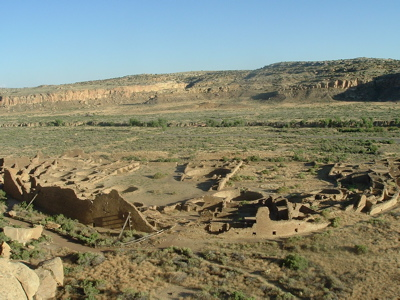
푸에블로 보니타의 원경 : 건물이 D자 모양으로 설계되어 있다.

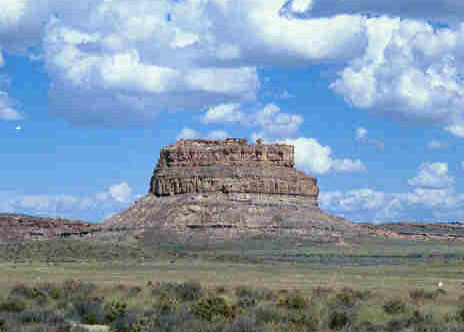
파하다 뷰트(Fajada Butte)에는 태양 관측에 쓰인 썬대거(Sun Dagger)가 있다.

차코의 인디언들은 한 건물에 수백 개의 방이 있는 지금의 아파트와 유사한 다층의 대형 건물을 지었다. 벽은 사암을 벽돌 모양으로 잘라서 층층이 쌓았으며, 다층 구조로 짓기 위해서 서까래용 통나무가 다량으로 소요되었다. 사용한 통나무 수는 약 20만개였을것으로 추정되는데, 이 지역은 비가 오지 않는 황야여서 큰 나무가 자라지 않는다. 그들은 80km 거리에 있는 산에서 통나무를 운반해왔는데, 그 당시에는 마차가 없었고 바퀴도 발명되지 않았으니 인력에 의존했을 것이다. 집단 거주지의 위치를 산밑이나 강가 같은 곳으로 하지 않고 왜 황야의 고원지대에 건설했는지는 수수께끼이다.
대표적인 건물 유적지는 우나 비다(Una Vida), 킨 크렡소(Kin Kletso), 푸에블로 알토 (Pueblo Alto), 푸에블로 보니토(Pueblo Bonito) 등이 있다.

## 도로

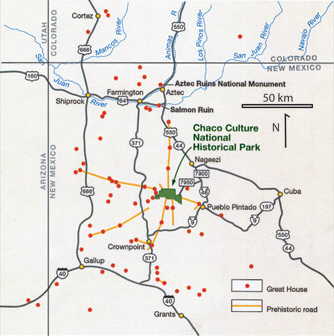
차코의 방사형으로 뻗은 직선 도로망과 인근 부락들.

차코인들은 중심지로부터 뻗어나가는 직선도로를 여러 개 만들어 주변의 다른 마을과 연결했다. 항공사진과 인공위성으로 관측한 바에 따르면, 차코 케니언을 중심으로 거미줄갈이 사방으로 뻗아나간 직선도로가 약 650km라고 한다.
운송수단으로 쓸 만한 동물이 없었고 바퀴나 마차가 발명되기 이전에 폭이 10m나 되는 직선도로를 계획적으로 만든 이유가 무엇인지도 수수께끼이다. 도로를 만들 때에는 산이나 언덕같은 장애물이 있으면 이를 피해 돌아가는게 일반적인데, 계단을 만들더라도 직선을 고집한 이유도 알 수가 없다.

## 천문학
차코인들은 달과 태양의 움직임을 관찰하여 춘분과 추분의 날짜를 알았고 천문학 지식을 건축공사와 농사짓는 일에 적용했다. 파하다 뷰트(Fajada Butte)라고 부르는 산의 정상에 천문관측용 유적이 있다. 해의 위치에 따른 그림자 이동을 관측하여 동지와 하지, 춘분 추분을 알아내는 나선형의 암각화(Petroglyph)가 있는데 이를 썬대거(Sun dagger)라고 부른다. (현재는 일반인의 출입을 금지하고 있다. 뉴멕시코 박물관의 웹사이트 참조).

## 무역
토기를 만드는 기술이 있었고 터키석 공예품은 남쪽 멕시코의 밀림과 태평양 연안에까지 거래되었다.

## 푸에블로 보니토

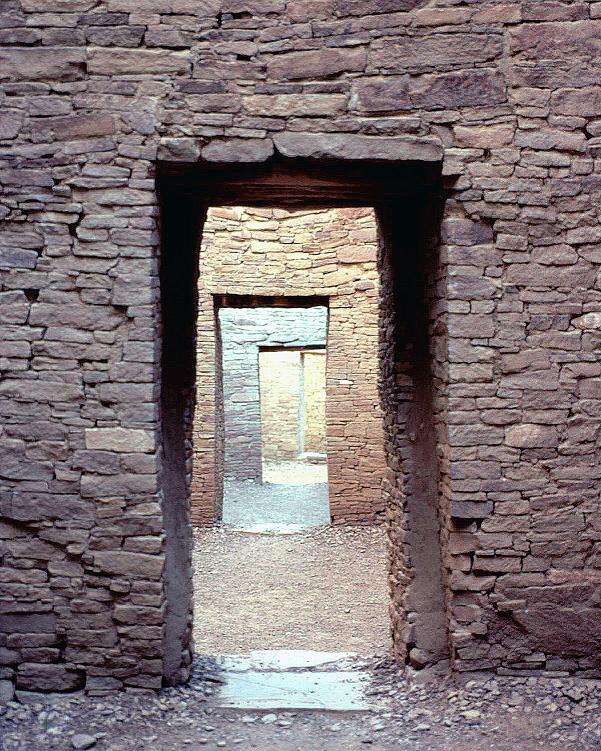
푸에블로 보니토의 방들을 연결한 문.

푸에블로 보니토(Pueblo Bonito)는 차코 캐니언의 유적지 중에서 가장 크다. 푸에블로 보니토의 뜻은 “아름다운 마을”이다. 4층 구조로 지은 대형 아파트 같은 건물로서 651개의 방과 40개의 키바(Kiva)를 가진 건물이며, 남향으로 지었는데 반원의 직경부분이되는 전면의 벽이 춘분과 추분때의 해뜨는 지점과 해지는 지점을 이은 선에 일치되도록 배치했다. 이 건물은 주거용이라기보다는 종교나 정치적 목적으로 추정된다. 5년의 발굴기간 동안에 6만여 점의 유물이 나왔고 뉴욕 박물관에 보관되어 있다.

## 사진

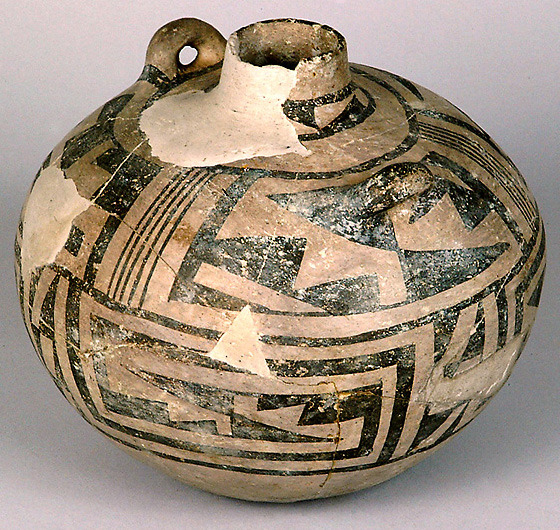
차코캐니언에서 발굴된 토기 그릇
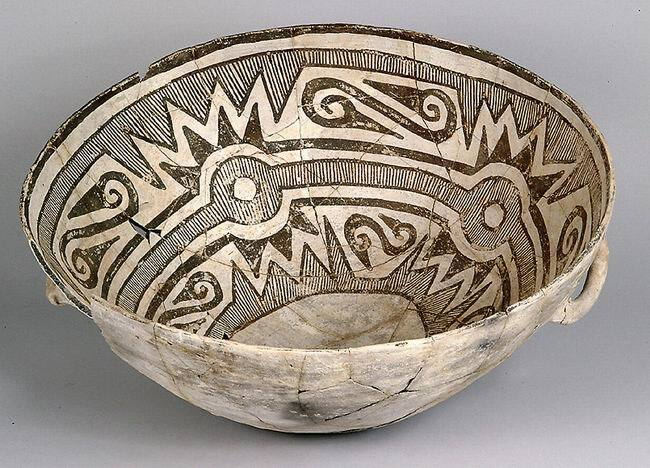
1030년에서 1200년 사이의 유물로 추정되는 토기 그릇
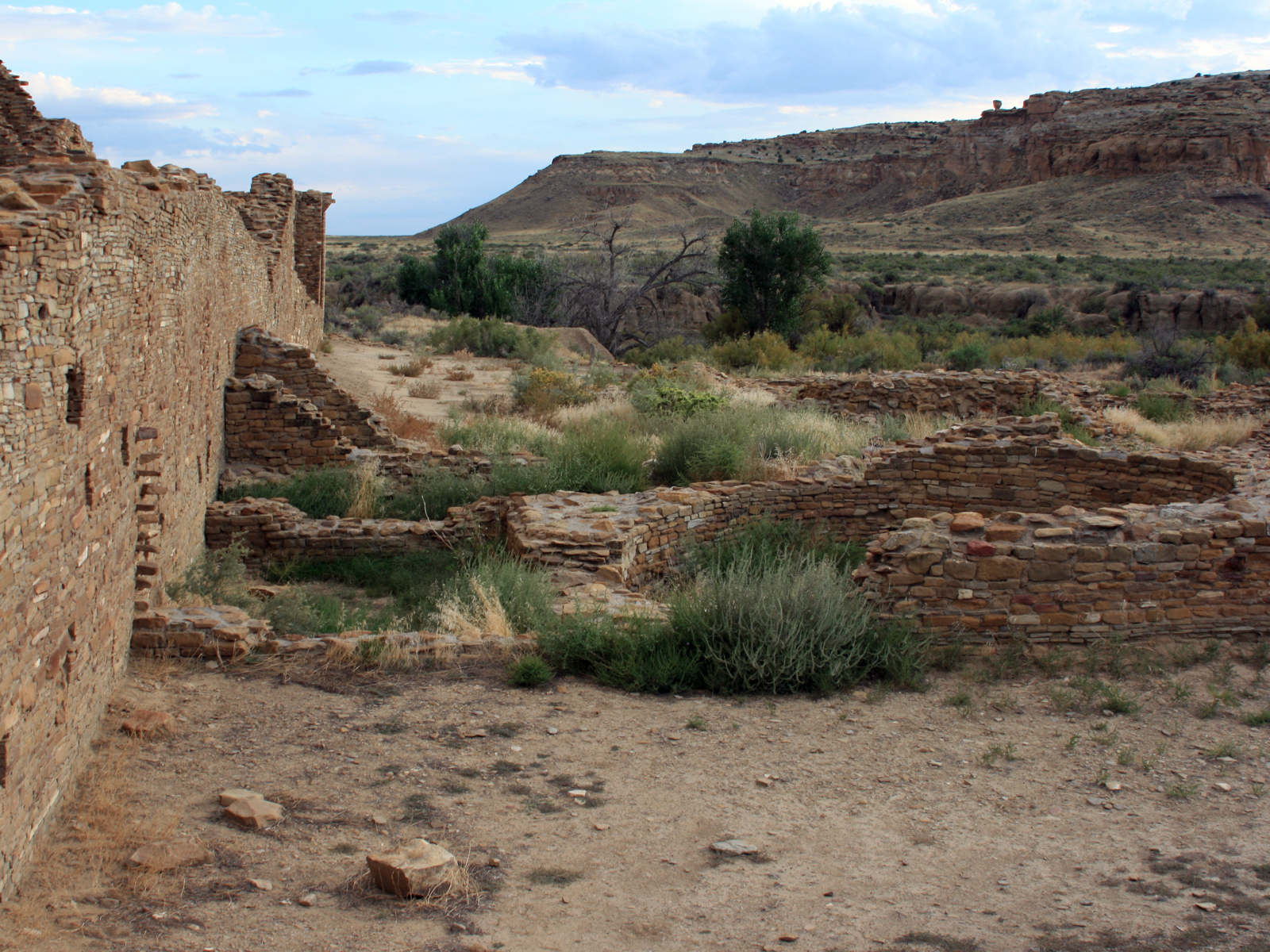
카사 린코나다 건물 유적의 외벽.

## 같이 보기
- 카샤 카투웨 텐트록스 내셔널 모뉴먼트
- 브라이스 캐니언 국립공원
- 나라별 고천문학 유적지 목록